# Vladímir Belov (jugador d'handbol)
Vladímir Belov   (Kuntsevo, 26 d'abril de 1958 - Moscou, 14 de novembre de 2016) fou jugador d'handbol rus que va competir sota bandera soviètica durant les dècades de 1970 i 1980.
El 1980 va prendre part en els Jocs Olímpics de Moscou, on guanyà la medalla de plata en la competició d'handbol. En el seu palmarès també destaquen una medalla de plata al Campionat del Món d'handbol de 1978 i una d'or al de 1982, on fou escollit millor jugador del torneig. També guanyà dues medalles d'or al Campionat del món sub-21 de 1977 i 1979. A nivell de clubs jugà al Kuntsevo Moscou.